# 米良成志
米良 成志（めら しげゆき、1941年9月21日 - ）は、日本の政治家。宮崎県東臼杵郡門川町長（1期）。

## 来歴
宮崎県立富島高等学校卒業。農業を経て門川町議会議員に当選。門川町議会議長も務めた。
2002年4月より門川町長を務める。町長在任中に門川町職員の公金横領が発覚した。これをすぐに公表せず、さらに職員を処分せず依願退職にした町長の責任問題に発展した。この問題が焦点となった2006年4月の町長選で新人の曽川泉に敗れた。 